# Södra Prästholm
Södra Prästholm är en by i Råneå socken i Luleå kommun. 
Byn sträcker ut sig efter Råneälvdalen på dess södra sida, 8 km uppströms från Råneå och Bottenviken. Den mindre byn Norra Prästholm på norra älvstranden brukar ofta betraktas som en del av samma by.
Vid 2015 års småortsavgränsning angav Statistiska centralbyrån att bebyggelsen i småorten benämnd Södra Prästholm (norra delen) inte längre uppfyllde de nya krav SCB har på en småort. Inom byn, något söder om den förra, avgränsades istället en ny småort.